# Oxira ferruginea
Oxira ferruginea är en fjärilsart som beskrevs av Chen 1984. Oxira ferruginea ingår i släktet Oxira och familjen nattflyn. Inga underarter finns listade i Catalogue of Life.